# استرومبولی ۲۶۷۶۱
سیارک ۲۶۷۶۱ (به انگلیسی: 26761 Stromboli، نامگذاری:2033P-L) بیست و شش هزار و هفتصد و شصت و یکمین سیارک کشف شده‌است که در ۲۴ سپتامبر ۱۹۶۰ کشف شد.